# Abdij van Obermünster
De Abdij van Obermünster was een tot de Beierse Kreits behorende vorstelijke abdij binnen het Heilige Roomse Rijk.
Het klooster lag binnen de muren van de rijksstad Regensburg.
De Abdij van Obermünster werd vermoedelijk in de achtste eeuw gesticht en wordt in 866 met zekerheid vermeld. Het werd door keizer Lodewijk de Duitser in 833 voor het Rijk verworven door ruil tegen het klooster Mondsee van het prinsbisdom Regensburg verworven. Koningin Hemma werd zelf abdis van het klooster, dat een vorstelijk sticht voor adellijke dames bleef. In 1002 kwam het onder koninklijke beschermingen in 1229 ook onder pauselijke bescherming.
Paragraaf 25 van de Reichsdeputationshauptschluss van 25 februari 1803 voegde de abdij bij een nieuwe staat: het vorstendom Regensburg, dat weer deel uitmaakt van het keurvorstendom van de aartskanselier.
In een verdrag van 16 februari 1810 met Frankrijk stond de keurvorst (die inmiddels sinds 1806 de titel vorst-primaat droeg) het vorstendom Regensburg en dus ook de voormalige abdij Obermünster af aan Frankrijk, dat het vervolgens afstond aan het koninkrijk Beieren.

## Abdissen
- Mathilde ca. 900/945
- Irmgard
- Salome
- Wikpurg 1020-1029
- Willa 1052-1089
- Hazecha 1089- ?
- Hadamuda 1117
- Hadwiga 1142-1177
- Euphemia van Helffenstein 1193
- Gertrude I 1216
- Jutta 1259
- Gertrude II 1265
- Wilburg van Leuchtenberg 1272
- Ryssa I van Leuchtenberg 1286-1292
- Ryssa II van Dornberg 1299
- Bertha Walterin -1325
- Adelheid van Arenbach
- Catharina van Murach
- Agnes I. van Wunebach -1374
- Elisabeth I van Parsberg 1374-1400
- Elisabeth II van Murach 1400-1402
- Margaretha I Sattelbogerin -1435
- Barbara van Absberg 1435-1456
- Kunigunde van Egloffstein 1456-1479
- Sibylla van Paulsdorff 1479-1500
- Agnes II van Paulsdorff 1500- ?
- Catharina II van Redwitz 1533-1536, †1560
- Wandula van Schaumberg 1536-1542
- Barbara II van Sandizell -1564
- Barbara III Ratzin 1564-1579
- Magdalena van Gleissenthal 1579-1594
- Margaretha II Mufflin 1594-1608
- Catharina Praxedis van Perckhausen 1608-1649
- Maria Elisabeth van Salis 1649-1683
- Maria Theresia van Sandizell 1683-1719
- Anna Magdalena Franziska von Dondorff 1719-1765
- Maria Franziska van Freudenberg 1765-1775
- Maria Josepha van Neuenstein-Hubacker 1775-1803